# ISU 쇼트트랙 월드컵
ISU 쇼트트랙 월드컵(영어: ISU Short Track Speed Skating World Cup)은 국제 빙상 연맹(ISU)에서 주관하는 세계 규모의 쇼트트랙 경기 대회이다. 1998-99년 시즌 겨울을 시작으로, 매년 겨울마다 세계 여러 지역에서 대회가 치러진다. 선수들은 지역별 경기 성적에 따라서 점수를 획득하며, 각 지역별로 획득한 점수는 종목별로 합산되며, 최종적으로 그 종목에서 더한 점수가 가장 높은 선수가 1위를 차지하게 된다.

## 역대 대회 결과

### 남자부
| 시즌      | 종합             | 500m                  | 1000m               | 1500m            | 5000m 계주 | 국가     |
| --------- | ---------------- | --------------------- | ------------------- | ---------------- | ---------- | -------- |
| 1998–99   | 리자쥔           | 파비오 카르타         | 김동성              | 김동성           |            | 이탈리아 |
| 1999–2000 | 김동성           | 리자쥔                | 김동성              | 리자쥔           |            | 대한민국 |
| 2000–01   | 아폴로 앤턴 오노 | 아폴로 앤턴 오노      | 아폴로 앤턴 오노    | 아폴로 앤턴 오노 |            | 캐나다   |
| 2001–02   | 김동성           | 김동성                | 김동성              | 김동성           |            | 대한민국 |
| 2002–03   | 아폴로 앤턴 오노 | 장프랑수아 모네트     | 아폴로 앤턴 오노    | 파비오 카르타    |            | 캐나다   |
| 2003–04   | 안현수           | 리자쥔                | 안현수              | 안현수           |            | 중국     |
| 2004–05   | 아폴로 앤턴 오노 | 마티외 튀르코트       | 아폴로 앤턴 오노    | 아폴로 앤턴 오노 |            | 캐나다   |
| 2005–06   | 안현수           | 안현수                | 이호석              | 안현수           |            | 대한민국 |
| 2006–07   | 타이슨 호잉      | 타이슨 호잉           | 이호석              | 김현곤           | 이탈리아   | 대한민국 |
| 2007–08   | 이호석           | 성시백                | 안현수              | 이호석           | 대한민국   | 대한민국 |
| 2008–09   | 성시백           | 프랑수아루이 트랑블레 | 이호석              | 성시백           | 캐나다     | 대한민국 |
| 2009–10   | 이정수           | 샤를 아믈랭           | 이정수              | 이정수           | 대한민국   | 대한민국 |
| 2010–11   | 티보 포코네      | 사이먼 조             | 티보 포코네         | 막심 샤테니에    | 캐나다     | 캐나다   |
| 2011–12   | 노진규           | 올리비에 장           | 곽윤기              | 노진규           | 캐나다     | 대한민국 |
| 2012–13   | 노진규           | 샤를 아믈랭           | 곽윤기              | 노진규           | 대한민국   | 대한민국 |
| 2013–14   | 샤를 아믈랭      | 빅토르 안             | 샤를 아믈랭         | 샤를 아믈랭      | 미국       | 캐나다   |
| 2014–15   | 신다운           | 드미트리 미구노프     | 세묜 옐리스트라토프 | 신다운           | 네덜란드   | 대한민국 |
| 2015–16   | 곽윤기           | 드미트리 미구노프     | 세묜 옐리스트라토프 | 곽윤기           | 캐나다     | 캐나다   |
| 2016–17   | 리우 샤오앙      | 우다징                | 리우 샤오앙         | 싱키 크네흐트    | 네덜란드   | 대한민국 |
| 2017–18   | 황대헌           | 우다징                | 류 샤오린 샨도르    | 황대헌           | 캐나다     | 대한민국 |
| 2018–19   | 임효준           | 임효준                | 박지원              | 김건우           | 헝가리     | 대한민국 |
| 2019–20   | 박지원           | 류 샤오린 샨도르      | 박지원              | 박지원           | 러시아     | 대한민국 |
| 2020–21 * | 취소             | 취소                  | 취소                | 취소             | 취소       | 취소     |
| 2021–22   |                  | 류 샤오린 샨도르      | 파스칼 디옹         | 런쯔웨이         | 캐나다     |          |

### 여자부
| 시즌      | 종합            | 500m                  | 1000m           | 1500m           | 3000m 계주 | 국가     |
| --------- | --------------- | --------------------- | --------------- | --------------- | ---------- | -------- |
| 1998–99   | 양양 (A)        | 왕춘루                | 양양 (S)        | 양양 (A)        |            | 중국     |
| 1999–2000 | 양양 (A)        | 양양 (S)              | 양양 (A)        | 양양 (A)        |            | 중국     |
| 2000–01   | 양양 (A)        | 에브게니야 라다노바   | 양양 (A)        | 양양 (A)        |            | 중국     |
| 2001–02   | 양양 (A)        | 양양 (S)              | 양양 (A)        | 양양 (A)        |            | 중국     |
| 2002–03   | 푸톈위          | 아멜리 굴레나동       | 아멜리 굴레나동 | 아멜리 굴레나동 |            | 중국     |
| 2003–04   | 최은경          | 푸톈위                | 최은경          | 최은경          |            | 대한민국 |
| 2004–05   | 왕멍            | 왕멍                  | 최은경          | 진선유          |            | 중국     |
| 2005–06   | 진선유          | 왕멍                  | 왕멍            | 진선유          |            | 대한민국 |
| 2006–07   | 변천사          | 왕멍                  | 변천사          | 정은주          | 이탈리아   | 중국     |
| 2007–08   | 진선유          | 왕멍                  | 진선유          | 진선유          | 중국       | 중국     |
| 2008–09   | 왕멍            | 왕멍                  | 왕멍            | 저우양          | 중국       | 중국     |
| 2009–10   | 왕멍            | 왕멍                  | 왕멍            | 저우양          | 중국       | 중국     |
| 2010–11   | 캐서린 로이터   | 마리안 생젤레         | 캐서린 로이터   | 캐서린 로이터   | 중국       | 중국     |
| 2011–12   | 아리안나 폰타나 | 아리안나 폰타나       | 사카이 유이     | 조해리          | 중국       | 중국     |
| 2012–13   | 심석희          | 왕멍                  | 엘리스 크리스티 | 심석희          | 중국       | 대한민국 |
| 2013–14   | 심석희          | 왕멍                  | 심석희          | 심석희          | 대한민국   | 대한민국 |
| 2014–15   | 심석희          | 판커신                | 심석희          | 최민정          | 대한민국   | 대한민국 |
| 2015–16   | 최민정          | 마리안 생젤레         | 최민정          | 최민정          | 대한민국   | 대한민국 |
| 2016–17   | 쉬자너 스휠팅   | 마리안 생젤레         | 쉬자너 스휠팅   | 심석희          | 대한민국   | 대한민국 |
| 2017–18   | 최민정          | 최민정                | 최민정          | 최민정          | 대한민국   | 대한민국 |
| 2018–19   | 쉬자너 스휠팅   | 나탈리아 말리셰프스카 | 쉬자너 스휠팅   | 쉬자너 스휠팅   | 네덜란드   | 네덜란드 |
| 2019–20   | 쉬자너 스휠팅   | 킴 부탱               | 쉬자너 스휠팅   | 쉬자너 스휠팅   | 네덜란드   | 네덜란드 |
| 2020–21 * | 취소            | 취소                  | 취소            | 취소            | 취소       | 취소     |
| 2021–22   |                 | 아리안나 폰타나       | 쉬자너 스휠팅   | 이유빈          | 네덜란드   |          |

* 코로나 19로 인한 대회 취소

## 같이 보기
- 쇼트트랙